# Maike Stöckel
Maike Stöckel (Bielefeld, 8 de enero de 1992) es una exjugadora alemana de hockey sobre césped.

## Trayectoria
Stöckel debutó con la selección alemana en el año 2002. Disputó los Juegos Olímpicos de Pekín 2008 y Londres 2012. Jugó más de 100 partidos con su selección. En el 2007 fue elegida mejor jugadora joven del mundo.